# Mary Lambert
Mary Lambert (Helena, 13 ottobre 1951) è una regista statunitense.

## Biografia

### Gli inizi
Dopo la laurea alla rinomata RISD (Rhode Island School of Design), inizia a lavorare nel cinema come assistente di regia.

Il suo successo è strettamente legato a quello della cantante Madonna, per cui, tra il 1984 e il 1989, dirige alcuni tra i suoi video più importanti: Borderline, Like a Virgin, Material Girl (con rimandi citazionisti del mito Marilyn Monroe), La isla bonita e Like a Prayer.
Nel 1985 dirige i video Would I Lie to You? degli Eurythmics e Ways To Be Wicked dei Geffen Vintage. Nel 1986 dirige per Janet Jackson i video Nasty e Control.
Lavora per artisti quali Annie Lennox, Mick Jagger, The Go-Go's, Whitney Houston, Alison Krauss, Live, Mötley Crüe, Queensrÿche, Sting, Debbie Harry, Tom Tom Club e molti altri.

### Il passaggio al grande schermo
Il grande passo nel mondo del cinema arriva nel 1987 quando dirige il drammatico Siesta con un folto gruppo di divi americani, capitanati da Ellen Barkin. Tuttavia il suo più grande successo cinematografico è Cimitero vivente (Pet Sematary, 1989), da un romanzo di Stephen King (in questo caso anche sceneggiatore): una regia rigida e macabra, contrappuntata da iniezioni di ironia, permettono alla Lambert di essere paragonata ai tempi a Kathryn Bigelow, in quanto caso raro di regista donna che si dedica (e con successo) all'horror.

Rimane nel genere dirigendo un episodio da I racconti della cripta (Tales from the Crypt, 1989) e nel 1991 Kelly McGillis la chiama a dirigere il dramma in costume L'isola dell'amore (Grand Isle) tratto dal bestseller di Kate Chopin. 
Nel 1992 ritorna alla musica dirigendo il video My Destiny per Lionel Richie e nello stesso anno accontenta i fans dirigendo il seguito di Cimitero vivente (Cimitero vivente 2, Pet Sematary 2), enfatizzando il taglio ironico nella narrazione. 
Successivamente la Lambert resta sempre nel genere thriller- horror ma dirigendo titoli meno conosciuti, tra gli altri The in Crowd, 2000; Urban Legend 3, 2005 e The Attic, 2008. Nel 2016 dirige il nono episodio della terza stagione della serie televisiva The Blacklist.

## Filmografia

### Cinema
- Siesta (1987)
- Cimitero vivente (1989)
- L'isola dell'amore (1991)
- Cimitero vivente 2 (1992)
- Clubland (1999)
- Perversioni di lusso (2000)
- Urban Legend 3 (2005)
- 14 Women – documentario (2007)
- The Attic (2008)
- Miss South Pacific: Beauty and the Sea  – cortometraggio documentaristico (2011)
- Pearl – cortometraggio(2012)
- Fishing Pono: Living in Harmony with the Sea – cortometraggio documentaristico (2013)
- Un castello per Natale (A Castle for Christmas) (2021)
- Best. Christmas. Ever! (2023)

### Televisione
- The Go-Go's: Wild at the Greek, co-regia di Chris Gabrin – documentario TV (1984)
- I racconti della cripta – serie TV (1989)
- Red shoe diaries – serie TV (1992)
- Rebel highway – serie TV (1994)
- Dragstrip Girl – film TV (1994)
- Il volto della morte (Face of Evil) – film TV (1996)
- Love is strange – film TV (1996)
- When You Believe: Music from  'The Prince of Egypt' – documentario TV (1998)
- Senza ricorso (My Stepson, My Lover) – film TV (1997)
- Saturday Night Live Primetime Extra 2 – programma TV (2001)
- Strane frequenze – film TV (2001)
- Strange frequency – serie TV (2001)
- Halloweentown II - La vendetta di Kalabar (Halloweentown II: Kalabar's Revenge) – film TV (2001)
- On the road in America – serie TV (2007-2010)
- The dark path chronicles – serie TV (2008)
- Dark Path Chronicles: Making Of – film TV(2008)
- Mega Python vs. Gatoroid – film TV (2011)
- VH1 Divas 2012 – programma TV (2012)
- Morte presunta in paradiso (Presumed Dead in Paradise) – film TV (2014)
- The Blacklist – serie TV (2016)
- Arrow – serie TV (2017)